# 塔拉奥里
塔拉奥里（Taraori），是印度哈里亚纳邦Karnal县的一个城镇。总人口22205（2001年）。

## 人口
该地2001年总人口22205人，其中男性12014人，女性10191人；0—6岁人口3310人，其中男1822人，女1488人；识字率61.71%，其中男性为66.41%，女性为56.18%。